# الغواصة الألمانية يو-460
غواصة يو-460 غواصة يو بوت ألمانية تستخدم لأعمال التجديد والصيانة والخدمات اللوجستية الأخرى (تلقب هذه الفئة Milchkuh أو حليب البقر) من الفئة الرابعة عشر بنيت لسلاح بحرية ألمانيا النازية كريغسمارينه، في أحواض دويتشه فيرك في كيل خلال الحرب العالمية الثانية. 24 ديسمبر 1941، أغرقت 4 أكتوبر 1943.